# شاپرک غروب ماداگاسکار
شاپرک غروب ماداگاسکار (نام علمی: Chrysiridia rhipheus) نام یک گونه از تیره شاپرکان دم‌چلچله‌ای روز-پرواز است. این شاپرک، یکی از چشمگیرترین و جذابترین نوع از گونهٔ پروانه‌سانان است. شهرت این بید جهانی است و به همین دلیل وجههٔ کاملاً متمایزی در کتاب‌های مجموعه‌ای کلکسیون پروانه‌سانان دارد، کتاب‌هایی که مشهور به کتاب‌های میز قهوه هستند و به همین دلیل، بسیار مورد پسند گردآورندگان حشرات می‌باشند. این حشره بسیار رنگارنگ است هر چند قسمت‌های رنگین‌تابی بال‌ها رنگدانه ندارند و بیشتر رنگ‌ها به واسطهٔ یک تداخل امواج مشاهده می‌گردند. پهنای بال نوع بزرگسال این‌گونه ۷–۹ سانتیمتر (۲٫۸–۳٫۵ اینچ) می‌باشد.
درو دروری، نخستین شخصی بود که در سال ۱۷۷۳ این بید را توصیف کرد و در همان زمان این‌گونه را با در نظر گرفتن این موضوع که پروانه است، در سردهٔ فرانه‌ها قرار داد. یاکوب هابنر در سال ۱۸۲۳ این‌گونه را در سرده شاپرکان طبقه‌بندی نمود که بعدها و با اصلاحات مترادف صورت گرفته بر طبق نظریات رنه پریمور لسن در سال ۱۸۳۱، با نام واقعی شاپرک ماداگاسکاری نامیده گردید.
در ابتدا گمان بر این بود که خاستگاه اولیهٔ این شاپرک، چین و بنگال است، اما بعدها مشخص گردید که در حقیقت بومی ماداگاسکار می‌باشد. شاپرک غروب ماداگاسکار، در اغلب نقاط جزیره و در تمام طول سال یافت می‌شود. در طی ماه‌های مارس و اوت جمعیت این حشره به حداکثر می‌رسد و کمترین پراکنش آنها هم در طی ماه‌های اکتبر و دسامبر می‌باشد. مادهٔ این شاپرک در حدود ۸۰ تخم می‌گذارد که محل آنها در زیر برگ‌های گونهٔ اومفیا می‌باشد.
لاروها تا اندازه‌ای سفید و زرد همراه با لکه‌های سیاه می‌باشند. پاهای آنها قرمز رنگ است که با مژک‌های سیاه ممزوج گردیده. ابریشمی که از دهان متورم آنها ترشح می‌شود به لاروها کمک می‌کند تا خودشان را بر روی برگ‌های هموار و صیقلی نگه دارند و در هنگام سقوط، مجدداً به سمت گیاه بازگردند. خود این ابریشم تولید شده توسط لاروها نیز کاملاً شناخته شده‌است. پس از ۴ پیش‌شفیرگی (شکل یک حشره بین دو پوست‌اندازی)، لاروها، شبکهٔ تنیده شدهٔ پیله را باز می‌کنند. کل فرایند شفیرگی ۱۷ تا ۲۳ روز به طول می‌انجامد. شاپرک غروب ماداگاسکار، تنها گونهٔ منحصربفرد از ۴ گونهٔ تغذیه کننده از گیاه اومفیا در ماداگاسکار می‌باشد، گیاهی که در حقیقت سمی است. اما طی فرایند جداسازی آلکالوئیدهای پیرولوزیدین، به مصرف تغذیه‌ای لاروها می‌رسد و باعث بقای آنها تا هنگام تولد و همچنین حفظ آنها در دوران بزرگسالی می‌گردد. هزاران شاپرک غروب ماداگاسکار در محدوده‌ای شرقی-غربی که محل رویش و نمو گیاه میزبان آنها است، مهاجرت می‌کنند.

## نگارخانه

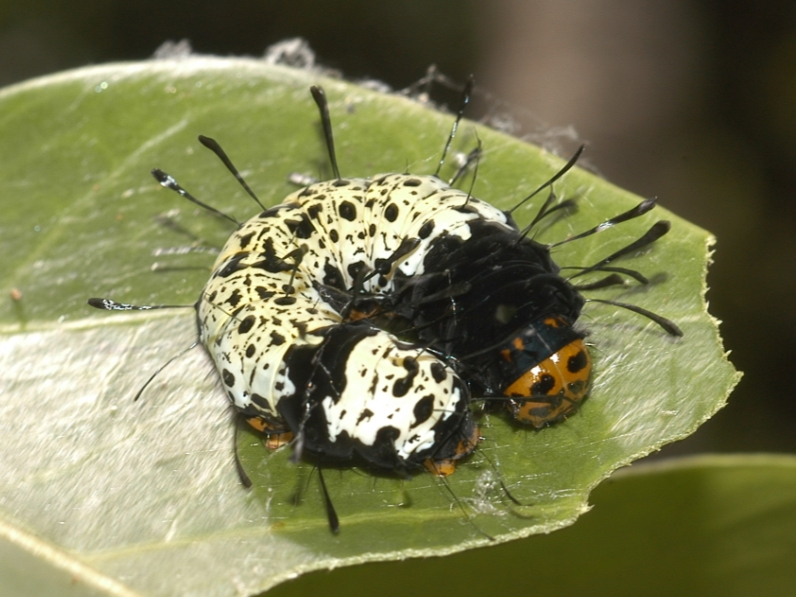
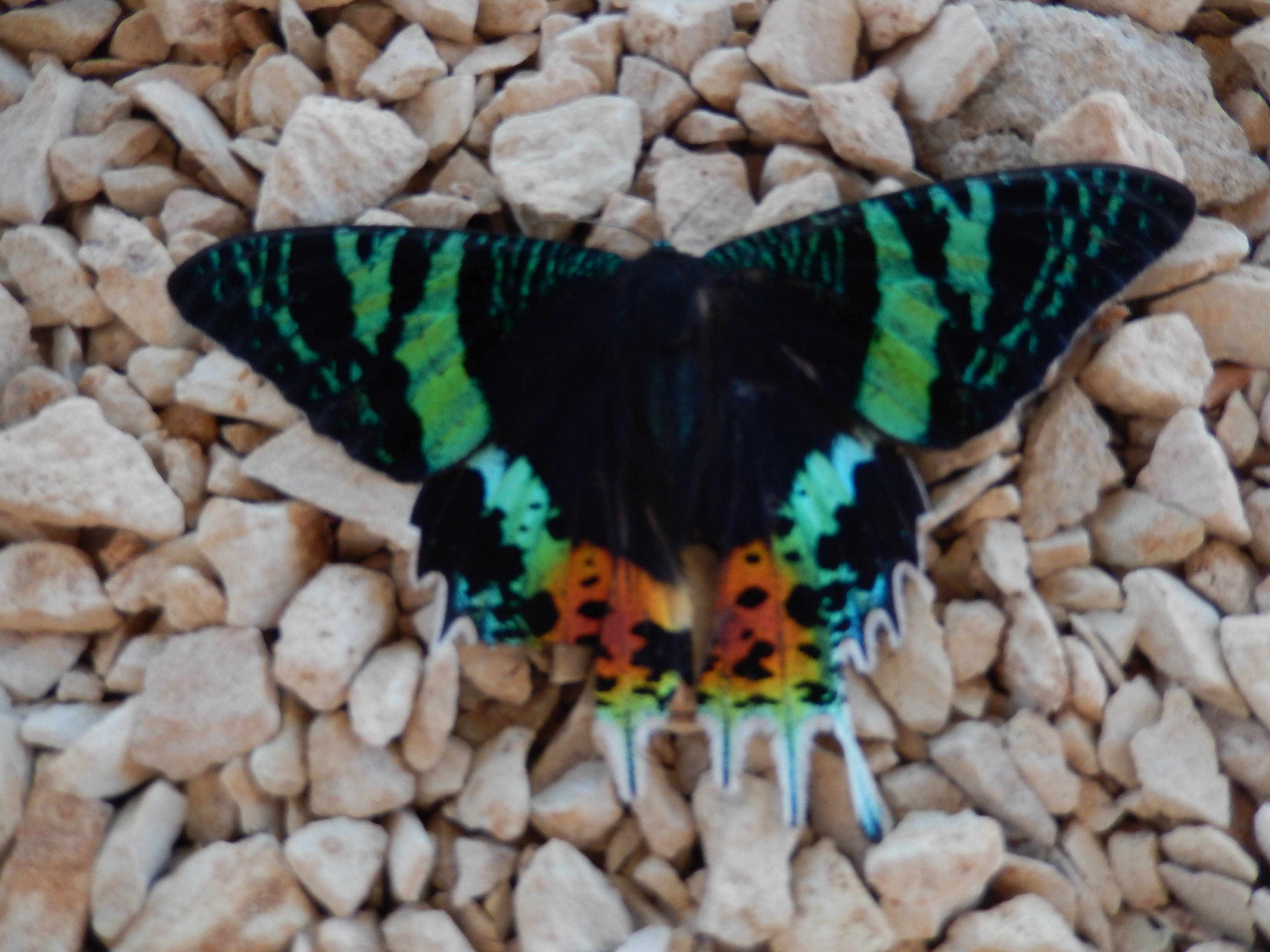
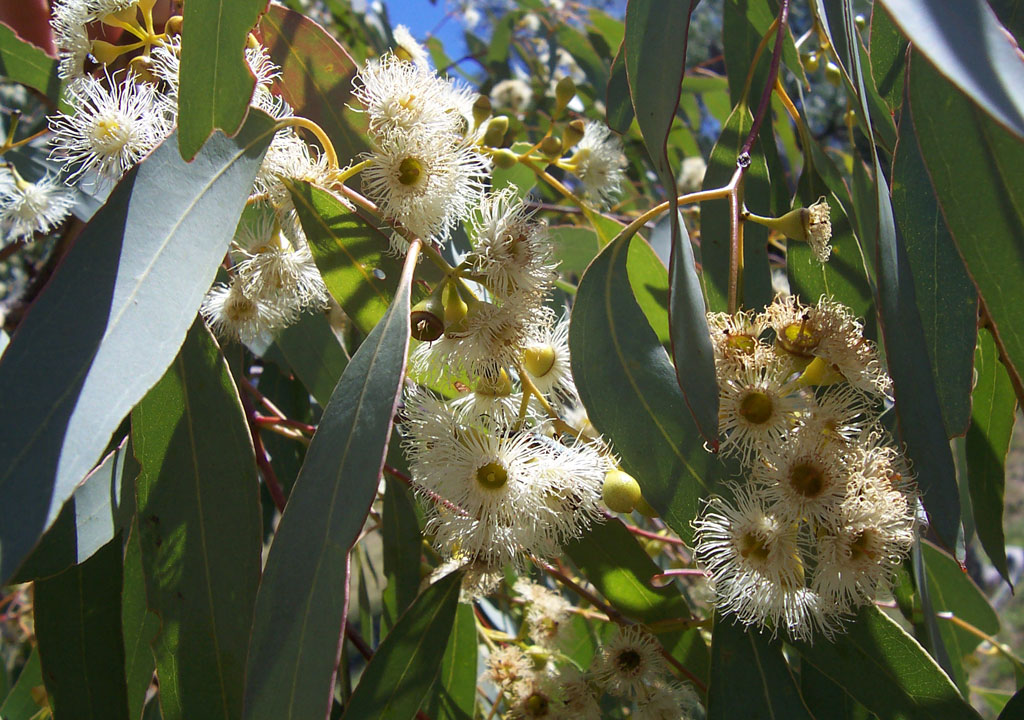
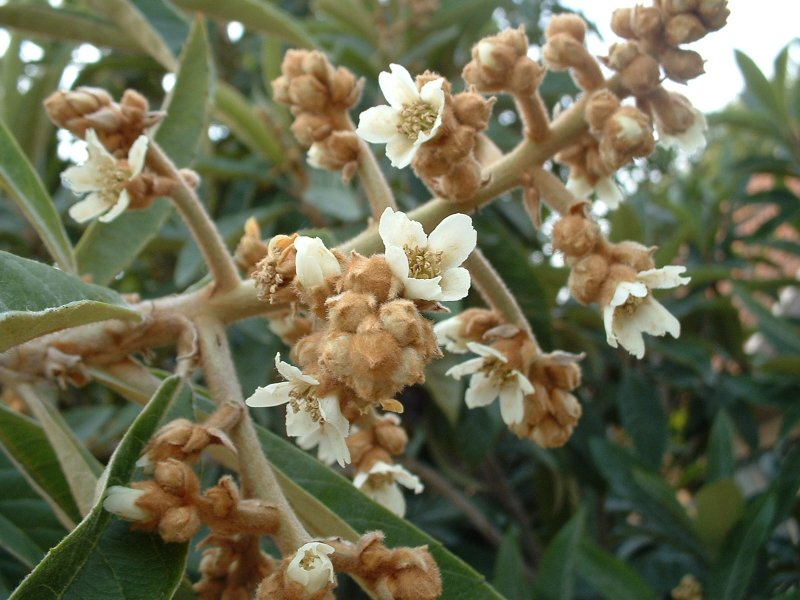
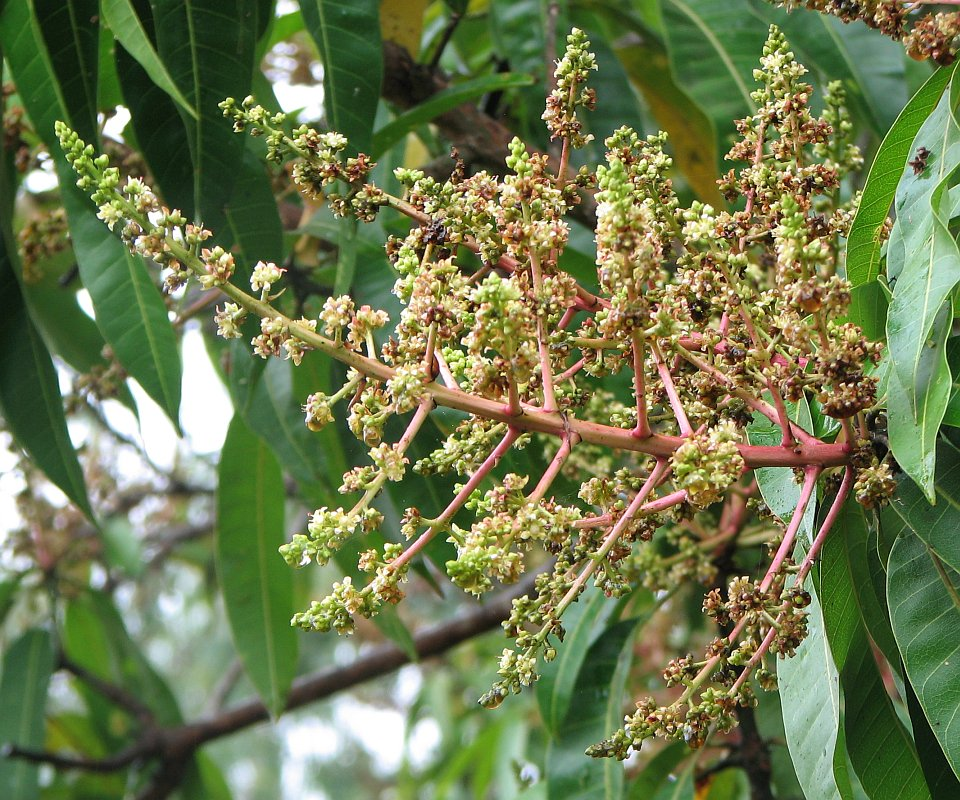
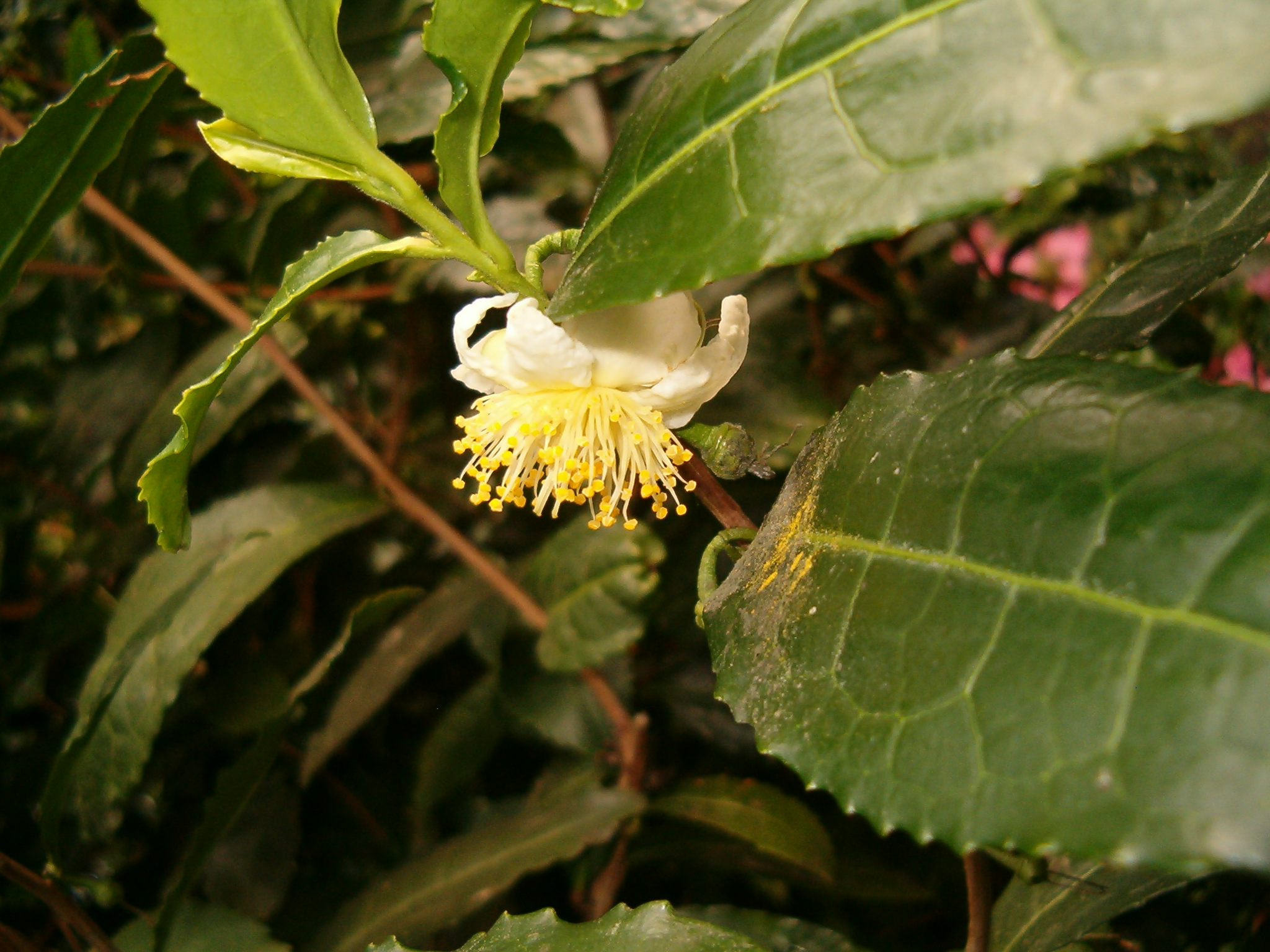
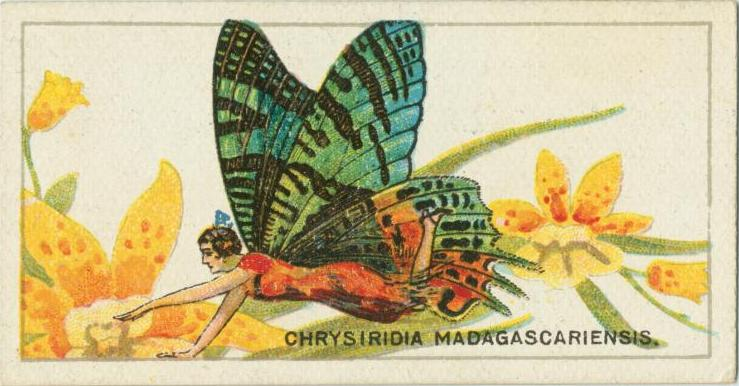